# Peter Jennings

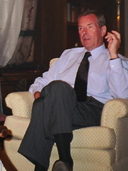
Peter Jennings, 2002

Peter Charles Jennings (* 29. Juli 1938 in Toronto, Ontario; † 7. August 2005 in New York City) war der führende Nachrichtensprecher (anchorman) des US-amerikanischen Senders ABC. Er moderierte die Hauptnachrichtensendung ABC World News Tonight seit 1983 und gehörte zu den prominentesten Nachrichtenjournalisten der Welt.

## Leben
Peter Jennings war der Sohn von Charles Jennings, eines führenden Journalisten für CBC und Korrespondenten für CTV in Kanada. Peter Jennings hatte die kanadische Staatsbürgerschaft und nahm am 30. Mai 2003 auch die US-amerikanische Staatsbürgerschaft an. Er ging ans Lisgar Collegiate Institute, die Carleton University und das Rider College, obwohl er nie Abitur machte.
Jennings folgte Frank Reynolds nach dessen unerwartetem Tode im Jahre 1983. Der Präsident von ABC News, Roone Arledge, wählte zuerst Tom Brokaw, den White House Correspondent von NBC, für den Posten des Hauptmoderators. Aber Brokaw schlug das Angebot aus und wurde alleiniger Moderator von NBC Nightly News. Anschließend wurde Jennings ausgewählt und mit dem 9. August 1983 wurde er eine einflussreiche Fernsehgröße. Am 31. Dezember 1999 sahen mehr als 175 Millionen Menschen seinen letzten Teil von Millennium Eve special ABC 2000 (ABC 2000 Today).
Jennings wurden manchmal von bestimmten konservativen Gruppen liberale Tendenzen vorgeworfen, unter anderem vom Media Research Center. Auch Anhänger von Jennings stellten immer wieder fest, dass seine kritischsten Berichte Ungenauigkeiten und aus dem Kontext gezogene Zitate enthielten. Einer seiner Kritiker war der frühere ABC News Reporter Peter Collins. Er warf Jennings vor, Teile seines Beitrags zum zehnten Jahrestag der Machtergreifung der Sandinisten in Nicaragua verändert zu haben. Die ursprüngliche Aussage wurde dabei durch eine positivere ersetzt.
Jennings belegte in den Zuschauerzahlen viele Jahre lang den zweiten Platz hinter Tom Brokaw.
In seiner rund 40-jährigen Karriere bei ABC gewann Jennings eine Vielzahl von Preisen, darunter vierzehnmal den Fernsehpreis Emmy. Fast 30 Jahre nachdem Jennings über den Bau der Berliner Mauer berichtet hatte, war er tagelang auch live vor Ort in Berlin als sie im Jahre 1989 wieder fiel. Er war vor allem in den sogenannten Ostblockstaaten, in Südafrika, Vietnam, Kambodscha und vielen anderen Ländern im Einsatz.
Er trat im Dokumentarfilm aus dem Jahr 1992 Die Konsensfabrik. Noam Chomsky und die Medien (Manufacturing Consent: Noam Chomsky and the Media) auf.
Am 5. April 2005 ließ Jennings durch eine Videoaufzeichnung den Zuschauern mitteilen, dass er Lungenkrebs habe. Er hatte 1988 mit dem Rauchen aufgehört, begann aber nach den Terroranschlägen vom 11. September 2001 wieder damit. Er teilte damals auch mit, dass er sich einer Chemotherapie unterziehen wolle und weiterhin World News Tonight moderieren werde, falls dies möglich sei. Seit seiner Ankündigung vertraten ihn Charles Gibson und Elizabeth Vargas.
Peter Jennings starb im August 2005 im Alter von 67 Jahren an den Folgen seiner Lungenkrebserkrankung. Er war viermal verheiratet. Er hinterließ seine Frau Katie Freed und die zwei Kinder Elizabeth und Christopher aus seiner früheren Ehe mit Kati Marton.